# باول بارون
باول بارون (بالإنجليزية: Paul Barron) (16 سبتمبر 1953 في المملكة المتحدة - ) هو لاعب كرة قدم بريطاني في مركز حراسة المرمى. لعب مع ستوك سيتي وكريستال بالاس وكوينز بارك رينجرز ونادي أرسنال ونادي بليموث أرجايل ونادي ريدنغ وويكمب وندررز ووست بروميتش ألبيون ونادي سلاو تاون ونادي تشيلتنهام تاون لكرة القدم وويلينج يونايتد.

## وصلات خارجية
- باول بارون على موقع قاعدة بيانات كرة القدم.إي يو (الإنجليزية)